# サラ・ヒューズ
サラ・エリザベス・ヒューズ（Sarah Elizabeth Hughes、1985年5月2日 - ）は、アメリカ合衆国ニューヨーク州グレート・ネック出身の女性元フィギュアスケート選手。
2002年ソルトレイクシティオリンピック女子シングル金メダリスト。同じくフィギュアスケート選手で、2006年トリノオリンピック女子シングル7位入賞のエミリー・ヒューズは実妹である。

## 人物
アイルランド系カナダ人で元アイスホッケー選手の父ジョン・ヒューズとユダヤ系アメリカ人で会計士の母エイミー・パスターナックの間に6人兄弟の4番目として生まれる。兄と姉の影響で3歳からスケート始める。
2009年5月、イェール大学をアメリカ研究（政治・コミュニティ専攻）の学位を得て卒業。ペンシルバニア大学ロースクールに在学中。野球ではニューヨーク・メッツファンである。

## 経歴
1997-1998年シーズンの全米フィギュア選手権ではジュニアクラスで優勝。1998-1999年シーズンの世界ジュニア選手権で2位。同シーズン世界フィギュア選手権に初出場し、7位となる。
1999-2000年シーズンからシニアに移行。2000-2001年シーズンはグランプリファイナルに進出し、3位。全米選手権は2位、世界選手権は3位入賞で銅メダルを獲得。
2001-2002年シーズンは、スケートカナダでミシェル・クワンとイリーナ・スルツカヤを退け、グランプリシリーズ初優勝。グランプリファイナルでは2年連続の3位。全米選手権で3位となり、同大会優勝のミシェル・クワン、2位のサーシャ・コーエンと共に、ソルトレークシティオリンピックの女子シングル代表に選出となった。
ソルトレイクシティオリンピックの女子シングル本番でのヒューズは、SP（ショートプログラム）で暫定4位と出遅れ、自力での優勝が無くなっていた。しかしフリースケーティングでは3回転-3回転の連続ジャンプを2度（3回転サルコウ-3回転ループ、3回転トゥループ-3回転ループ）決めるなど生涯最高の演技を披露し暫定トップに立つ。その後SP3位のコーエンが3回転ルッツ-3回転トゥループで転倒するミスを犯しヒューズを上回ることができず、この時点でヒューズの銅メダル以上が確実になった。その後滑走したSP暫定首位のクワンがフリーで予定していた3回転トゥループ-3回転トゥループが入らないなどのミスを犯し、ヒューズの得点を下回り、最終滑走者のスルツカヤも3回転フリップでバランスを崩すミスやプレゼンテーションでの評価が伸び悩んだことなどが影響したため、ヒューズがフリーで首位に立ち、SP4位から大逆転での総合優勝を果たし、オリンピックの金メダルを獲得した。この年のジェームスサリバン賞を受賞。
2002-2003年シーズン、自国開催の2003年世界選手権では6位に終わる。同大会を最後にアマチュア競技会へは一度も出場しないまま、現役引退となった。

## 主な戦績
| 大会 / 年                    | 1997-98 | 1998-99 | 1999-00 | 2000-01 | 2001-02 | 2002-03 |
| ---------------------------- | ------- | ------- | ------- | ------- | ------- | ------- |
| オリンピック                 |         |         |         |         | 1       |         |
| 世界選手権                   |         | 7       | 5       | 3       |         | 6       |
| 全米選手権                   | 1 J     | 4       | 3       | 2       | 3       | 2       |
| GPファイナル                 |         |         |         | 3       | 3       |         |
| GPスケートアメリカ           |         |         | 4       | 2       | 2       |         |
| GPスケートカナダ             |         |         |         |         | 1       |         |
| GPラリック杯                 |         |         | 3       |         | 2       |         |
| GPロシア杯                   |         |         |         | 3       |         |         |
| GPスパルカッセン杯           |         |         |         | 2       |         |         |
| カールシェーファーメモリアル |         |         | 1       |         |         |         |
| 世界Jr.選手権                |         | 2       |         |         |         |         |
| JGPファイナル                |         | 2       |         |         |         |         |
| JGPハンガリー                |         | 2       |         |         |         |         |
| JGPメキシコ杯                |         | 2       |         |         |         |         |